# Gmina Estherville (Iowa)

Położenie Gminy Estherville w hrabstwie Emmet

Gmina Estherville (ang. Estherville Township) – gmina w USA, w stanie Iowa, w hrabstwie Emmet. Według danych z 2000 roku gmina miała 7077 mieszkańców, a jej powierzchnia wynosi 93,36 km².